# SN 2002jg
SN 2002jg – supernowa typu Ia odkryta 23 listopada 2002 roku w galaktyce NGC 7253B. W momencie odkrycia miała maksymalną jasność 17,00m.